# Cykling vid olympiska sommarspelen 1948
Cykling under olympiska sommarspelen 1948 i London innehöll två discipliner: landsvägscykling och bancykling. Endast herrar tävlade. Bancyklingen hölls i Herne Hill Velodrome och landsvägscyklingen i Windsor Great Park söder om Windsor. 

## Resultat
6 olika grenar arrangerades och avgjordes i landsvägscykling och bancykling.

### Medaljtabell
| Pl.    | Nation         | Guld | Silver | Brons | Totalt |
| ------ | -------------- | ---- | ------ | ----- | ------ |
| 1      | Frankrike      | 3    | 0      | 2     | 5      |
| 2      | Italien        | 2    | 1      | 0     | 3      |
| 3      | Belgien        | 1    | 1      | 1     | 3      |
| 4      | Storbritannien | 0    | 3      | 2     | 5      |
| 5      | Nederländerna  | 0    | 1      | 0     | 1      |
| 6      | Danmark        | 0    | 0      | 1     | 1      |
| Totalt | Totalt         | 6    | 6      | 6     | 18     |

## Medaljörer

### Landsvägscykling
| Event                              | Guld                                                        | Silver                                                      | Brons                                               |
| Herrarnas linjelopp Detaljer...    | José Beyaert Frankrike                                      | Gerrit Voorting Nederländerna                               | Lode Wouters Belgien                                |
| Herrarnas laglinjelopp Detaljer... | Belgien Léon Delathouwer Eugène van Roosbroeck Lode Wouters | Storbritannien Robert John Maitland Ian Scott Gordon Thomas | Frankrike José Beyaert Jacques Dupont Alain Moineau |

### Bancykling
| Event                                | Guld                                                               | Silver                                                               | Brons                                                                    |
| Herrarnas lagförföljelse Detaljer... | Frankrike Fernand Decanali Pierre Adam Serge Blusson Charles Coste | Italien Rino Pucci Arnaldo Benfenati Guido Bernardi Anselmo Citterio | Storbritannien Wilfred Waters Robert Geldard Tommy Godwin David Ricketts |
| Herrarnas sprint Detaljer...         | Mario Ghella Italien                                               | Reg Harris Storbritannien                                            | Axel Schandorff Danmark                                                  |
| Herrarnas tandem Detaljer...         | Italien Renato Perona Ferdinando Terruzzi                          | Storbritannien Alan Bannister Reg Harris                             | Frankrike Gaston Dron René Faye                                          |
| Herrarnas tidslopp 1 km Detaljer...  | Jacques Dupont Frankrike                                           | Pierre Nihant Belgien                                                | Tommy Godwin Storbritannien                                              |